# Astragalus bavanaticus
Astragalus bavanaticus es una especie de planta del género Astragalus, de la familia de las leguminosas, orden Fabales.
Fue descrita científicamente por Maassoumi, Nowroozi & Podlech.